# Alessandro Cucciari
Alessandro Cucciari (Roma, 11 settembre 1969) è un allenatore di calcio ed ex calciatore italiano, di ruolo centrocampista.

## Carriera

### Giocatore
Cresciuto nella Roma, con la quale esordisce in Serie A nella stagione 1989-1990, nel campionato successivo lascia i giallorossi e intraprende un lungo percorso fra Serie B e Serie C1, vestendo le maglie di Verona (con cui guadagna la promozione dalla cadetteria alla Serie A), Modena, Casarano, Lecce (dove in un biennio ottiene due promozioni di fila, dalla Serie C1 alla Serie B e dalla Serie B alla Serie A) e Perugia (un'altra promozione dalla Serie B alla Serie A). 

Un giovane Cucciari agli esordi con il Verona nella stagione 1990-1991

Nell'ottobre del 1998 passa dal Perugia alla Ternana. All'esordio in rossoverde segna al Napoli la rete dell'1-0; la partita termina 2-1 con gol di un altro neoacquisto dal club perugino, Tovalieri.
Dopo aver giocato per tre anni nella Sampdoria, nel 2003 viene acquistato dal Siena, con il quale torna a militare nella massima categoria dopo tredici anni di assenza. Resta in Serie A anche nella stagione successiva, stavolta con la casacca del Messina, totalizzando complessivamente 34 presenze in massima serie.
In carriera ha conseguito quattro promozioni in Serie A con Verona (stagione 1990-1991), Lecce (1996-1997), Perugia (1997-1998) e Sampdoria (2002-2003), e una in Serie B con il Lecce (stagione 1995-1996).

### Allenatore
Dopo il ritiro diviene, nella stagione 2012-2013, allenatore del Terracina nel campionato laziale di Eccellenza, con cui conquista la promozione in Serie D vincendo i play-off nazionali.
Successivamente passa alla guida della Lupa Roma, nel girone G della Serie D 2013-2014, con cui conquista la storica promozione in Lega Pro e sfiora il titolo di campione d'Italia dilettanti perdendo la finale contro il Pordenone. Viene riconfermato anche nella stagione 2014-2015 in Lega Pro, togliendosi la soddisfazione di esordire con un prestigioso successo casalingo per 2-1 in rimonta ai danni del Lecce, sua ex squadra. Conquista con due  giornate d'anticipo la salvezza, totalizzando 40 punti.
Il 31 ottobre 2015, dopo la sconfitta con il Tuttocuoio (0-1), l'ottava in nove giornate di campionato, si dimette. Il 29 dicembre seguente torna sulla panchina del club romano, sostituendo l'esonerato Agenore Maurizi. Tuttavia il 17 aprile 2016 viene esonerato in seguito alla sconfitta per 3-1 contro il Savona.

## Statistiche

### Statistiche da allenatore
Statistiche aggiornate al 17 aprile 2016.
| Stagione         | Squadra          | Campionato       | Campionato | Campionato | Campionato | Campionato | Coppe nazionali | Coppe nazionali | Coppe nazionali | Coppe nazionali | Coppe nazionali | Coppe continentali | Coppe continentali | Coppe continentali | Coppe continentali | Coppe continentali | Altre coppe | Altre coppe | Altre coppe | Altre coppe | Altre coppe | Totale | Totale | Totale | Totale | % Vittorie |
| Stagione         | Squadra          | Comp             | G          | V          | N          | P          | Comp            | G               | V               | N               | P               | Comp               | G                  | V                  | N                  | P                  | Comp        | G           | V           | N           | P           | G      | V      | N      | P      | %          |
| ---------------- | ---------------- | ---------------- | ---------- | ---------- | ---------- | ---------- | --------------- | --------------- | --------------- | --------------- | --------------- | ------------------ | ------------------ | ------------------ | ------------------ | ------------------ | ----------- | ----------- | ----------- | ----------- | ----------- | ------ | ------ | ------ | ------ | ---------- |
| 2012-2013        | Terracina        | Ecc.             | 34         | 23         | 6          | 5          | CI-E            | 4               | 1               | 1               | 2               | -                  | -                  | -                  | -                  | -                  | -           | -           | -           | -           | -           | 38     | 24     | 7      | 7      | 63,15      |
| 2013-2014        | Lupa Roma        | D                | 34         | 22         | 4          | 8          | CI-D            | 4               | 3               | 1               | 0               | -                  | -                  | -                  | -                  | -                  | PS          | 4           | 1           | 2           | 1           | 42     | 26     | 7      | 9      | 61,90      |
| 2014-2015        | Lupa Roma        | LP               | 38         | 9          | 13         | 16         | CI-LP           | 3               | 2               | 0               | 1               | -                  | -                  | -                  | -                  | -                  | -           | -           | -           | -           | -           | 41     | 11     | 13     | 17     | 26,82      |
| 2015-2016        | Lupa Roma        | LP               | 22         | 2          | 6          | 14         | CI-LP           | 2               | 1               | 0               | 1               | -                  | -                  | -                  | -                  | -                  | -           | -           | -           | -           | -           | 24     | 3      | 6      | 15     | 12,50      |
| Totale Lupa Roma | Totale Lupa Roma | Totale Lupa Roma | 94         | 33         | 23         | 38         |                 | 9               | 6               | 1               | 2               |                    | -                  | -                  | -                  | -                  |             | 4           | 1           | 2           | 1           | 107    | 40     | 26     | 41     | 37,38      |
| Totale carriera  | Totale carriera  | Totale carriera  | 128        | 56         | 29         | 43         |                 | 13              | 7               | 2               | 4               |                    | -                  | -                  | -                  | -                  |             | 4           | 1           | 2           | 1           | 145    | 64     | 33     | 48     | 44,13      |

## Palmarès

### Giocatore
- Campionato italiano Serie C1: 1

Lecce: 1995-1996 (girone B)

### Allenatore

#### Competizioni interregionali
- Serie D: 1

Lupa Roma: 2013-2014 (girone G)